# Joseph Michel (Komponist)
Joseph Michel (* 1679 in Bay-sur-Aube (heute im Département Haute-Marne); † 1736) war ein französischer Komponist und Organist.

## Leben
Joseph Michel kam als Kind in die Domsingschule der Stiftskirche Saint-Étienne in Dijon. Dort war er unter anderem Schüler von Pierre Menault. 1709 übernahm er die Leitung der Saint-Chapelle du Roi in Dijon (1802 zerstört). Sein Ruf ging weit über die Grenzen der Stadt und Burgunds hinaus.
Seine Grand Motet Dominus regnavit kam in das Repertoire der „Chapelle du Roi“ in Versailles und verblieb dort bis 1792. Michels Grand Motets sind charakteristisch für zweite Hälfte der Regierungszeit Ludwig XIV. Sie umfassen ein großes Instrumentalensemble, bestehend aus Flöten, Fagott und einem 5-stimmigen Streichorchester, (Violon, Hautes-contres, Tailles, Quintes et Basses de violon). Der Doppelchor bestand aus 2 Ober, Alt, Tenor und Baritonstimme für die Solisten und Oberstimme, Alt, Tenor, Bariton und Bass für den Chor. In seinen späteren Werken erkennt man den aufkommenden Style galant. Aus einem in Versailles archivierten Schreiben geht hervor, dass Michel als einer der Kapellmeister am königlichen Hof vorgesehen war, sein vorzeitiger Tod verhinderte diese Anstellung.
Siehe auch: Vingt-quatre Violons du Roy, für die Zusammensetzung des französischen Streichorchesters.

## Werke (bekannt)
- Leçons de Ténèbres
- Dominus regnavit exultet terra
- Domine in virtute tua
- Quid retribuam tibi